# 王楠 (嘉靖甲辰進士)
王楠（1505年—？），原名毛楠，字子梁，直隸德州左衛軍籍，山東文登縣人，明朝政治人物。

## 生平
嘉靖十年（1531年）辛卯科山東鄉試第四名舉人。嘉靖二十三年（1544年）中式甲辰科會試第二百十九名，登第三甲第五十二名進士。二十七年擢升监察御史，巡按直隶宣大，出为平阳府知府，嘉靖四十一年（1562年）以陝西副使分巡河西。

## 家族
曾祖王福榮；祖父王聚，壽官；父王崇，母李氏。永感下。兄王松。